# Jules Méline
Félix Jules Méline (20. května 1838 Remiremont – 21. prosince 1925 Paříž) byl francouzský politik, premiér Francie v letech 1896–1898 a hlavní reprezentant protekcionismu během třetí republiky. Upřednostňoval zemědělství před průmyslem. Byl představitelem Pokrokových republikánů (Républicains progressistes) a po roce 1903 Republikánské federace (Fédération républicaine).

## Život
V roce 1861 se podílel, spolu s mladým Clemenceauem, na založení týdeníku Le Travail. Vstoupil i do stejnojmenné zednářské lóže. Od 4. září 1870 byl náměstkem primátora 1. pařížského obvodu, roku 1871 byl krátce členem Pařížské komuny, ale opustil ji.
V roce 1872 byl zvolen do Národního shromáždění. Loboval zde za textilní průmysl. Byl úzce spojen s přadláky ve Vogézách a založil Všeobecný svaz francouzského bavlnářského průmyslu. V roce 1877 se stal náměstkem ministra spravedlnosti ve vládě Julese Simona, poté ministrem zemědělství v roce 1883 ve druhé Ferryho vládě. Čelil přitom zemědělské krizi, kterou řešil cly na dovoz obilovin a dobytka.
V roce 1888 byl zvolen předsedou sněmovny (dostal stejně hlasů jako Clemenceau, ale jako starší byl upřednostněn). Po Ferryho smrti jeho vliv u republikánů vzrostl. Zorganizoval protekcionistickou parlamentní nátlakovou skupinu, která dokonce dosáhla svržení kabinetu Léona Bourgeoise. Právě po něm pak Méline převzal na dva roky premiérský post. Vzal si pod sebe také post zemědělství (většina premiérů třetí republiky si vybírala vnitro nebo zahraniční věci), aby mohl plně realizovat své protekcionistické představy. Jejich vrcholem byl tzv. Mélinův tarif z roku 1892. Ten byl nejzásadnějším odklonem od volného trhu ve francouzské politice od roku 1860. Dreyfusova aféra však oslabila Mélinovu pozici. Méline rozčílil aktivisty například výrokem, že "Žádná Dreyfusova aféra neexistuje." Vzestup radikálů v parlamentních volbách v roce 1898 ho donutil k rezignaci. V čele vlády ho nahradil Henri Brisson.
V dubnu 1893 se Méline stal prezidentem protekcionistické Asociace francouzského průmyslu a zemědělství. V roce 1899 se rozhodl kandidovat na prezidenta. Získal sice solidních 34,4 % odevzdaných hlasů, ale prohrál s Émilem Loubetem. Méline se poté posunul do pravého středu, kritizoval v té době dominující levicovou a antiklerikální politiku, a aby si získal důvěru konzervativců, opustil i zednáře.
V roce 1903 byl zvolen senátorem za Vogézy a znovu zvolen v roce 1909. Za první světové války přijal místo, podobně jako několik dalších politických veteránů, v Briandově vládě. Na rozdíl od nich však nezískal jen symbolické ministerstvo bez portfeje, ale obsadil důležité ministerstvo zemědělství. V roce 1920 se proti němu v senátních volbách nepostavil žádný protikandidát, což dokazovalo jakou prestiž si vybudoval.